# Kanatsch Scham
Kanatsch Scham (armenisch Կանաչ Ժամ ‚Grüne Kirche‘, oder Կանաչ Ժամ եկեղեցի), offiziell Kirche Johannis des Täufers (Սուրբ Հովհաննես Մկրտիչ եկեղեցի Howhannes Mkrtitsch’ jekeghez’i) war eine armenische apostolische Kirche, die sich in Şuşa in Aserbaidschan befand; sie stand über den Hügeln der Ghasantschezoz-Kathedrale. Şuşa war von 1992 bis Anfang November 2020 unter der Kontrolle der Republik Arzach. Laut armenischen Berichten, belegt durch Satellitenbilder, wurden nach der Eroberung der Stadt im Krieg um Bergkarabach 2020 zunächst die beiden Türme der Kirche, zwischen dem 28. Dezember 2023 und dem 4. April 2024 dann die gesamte Kirche vom aserbaidschanischen Militär zerstört.
Kanatsch Scham bedeutet „Grüne Kirche“ auf Ostarmenisch, dies verdankt sie der Tatsache, dass zu einer Zeit die Kuppeln der Kirche grün bemalt wurden. Die Kirche wird manchmal auch mit dem Namen der alten Kirche an der gleichen Stelle erwähnt: Ղարաբաղցոց Gharabachzoz („Karabacher“), in Ehren der Bauern aus Bergkarabach, die sie errichteten.

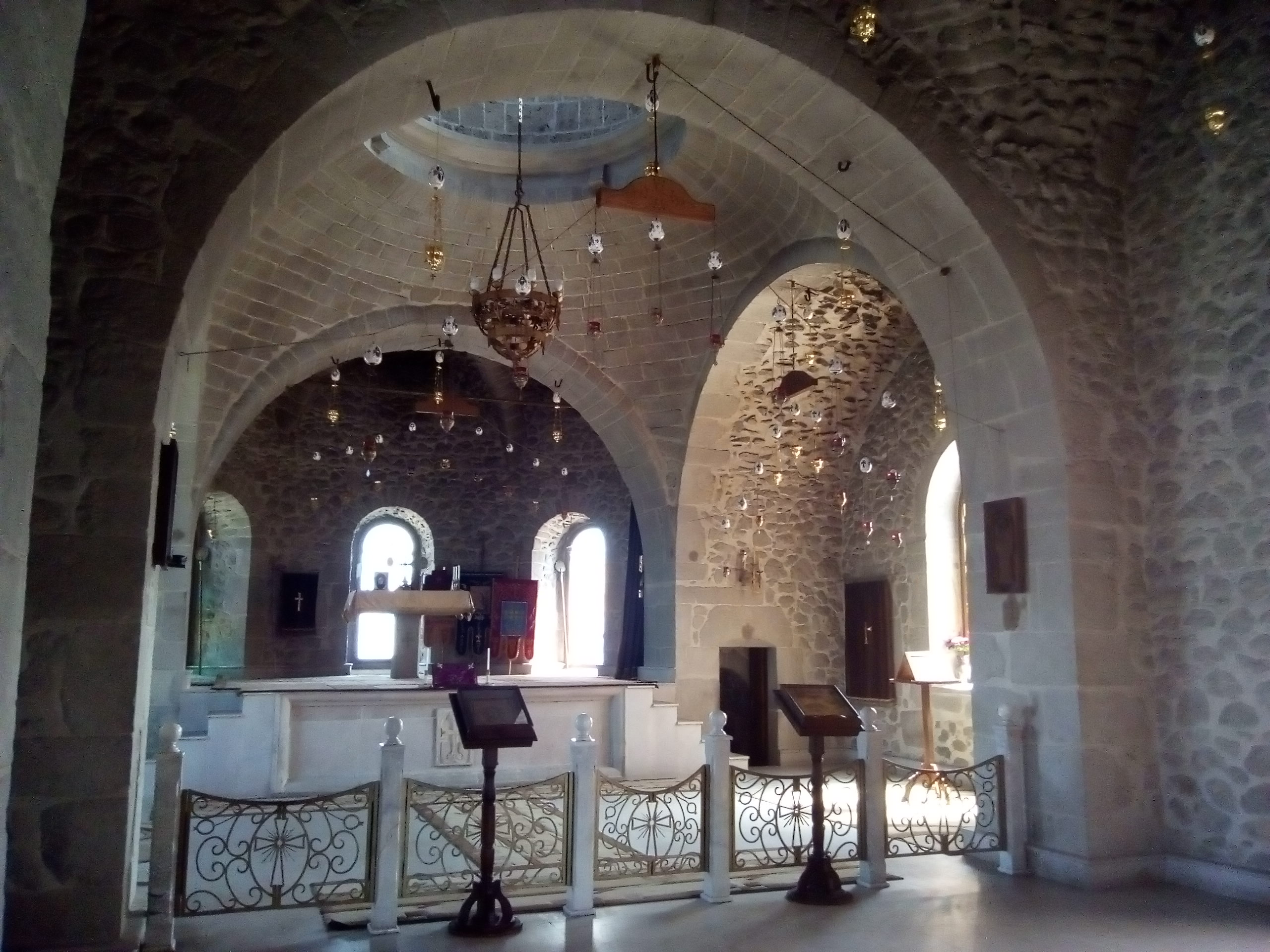
Altarraum, 2019

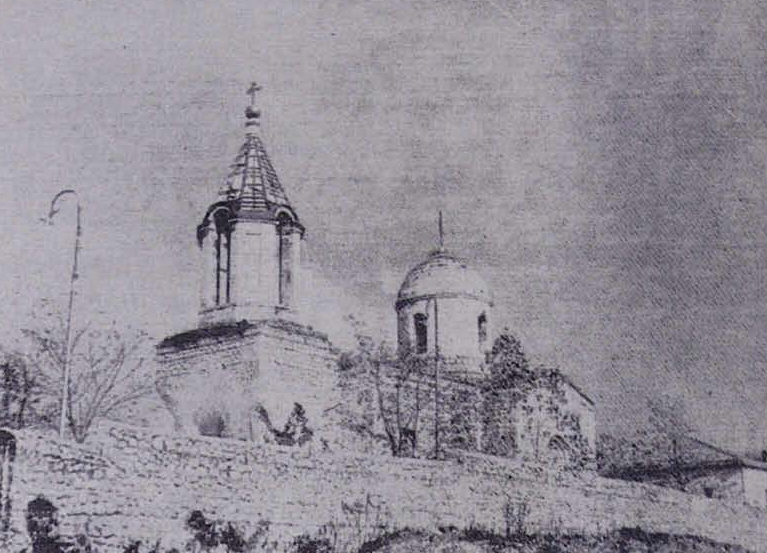
Die Kirche 1979 mit freiliegender Kuppel, Spitzdach fehlt

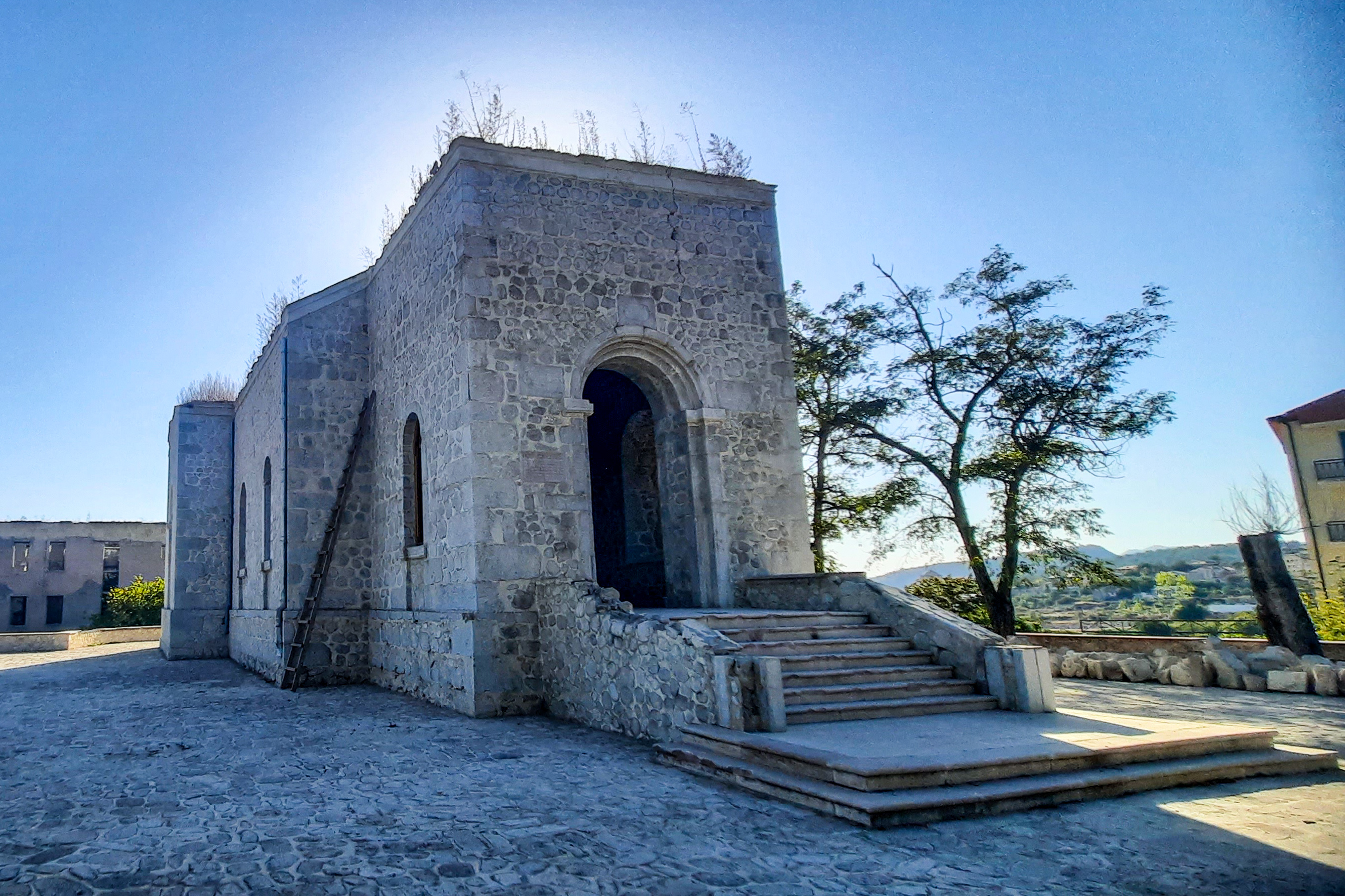
Zustand ohne Türme im September 2022

Gemäß den Gebäudeinschriften wurde die Kirche im Jahre 1818 errichtet, um die ehemalige hölzerne Gharabachzoz-Kirche zu ersetzen (im unteren östlichen Teil der Festungsstadt existierte sie in der zweiten Hälfte des 18. Jahrhunderts). In dem Gemäuer ist die Inschrift der früheren Kirche eingraviert. Die Kuppel der zugemauerten Kirche und ihre Kapelle können von einer sehr weiten Entfernung aus gesehen werden. Letzteres hat zahlreiche architektonische Innovationen.
Die Kirche hatte das Schema einer Kreuzform. Im Zuge der Platzierung von Seitenkapellen unter dem steigenden Altar stach die östliche Fassade der Kirche und die von Westen aus angeschlossene Kapelle mit einer einzigartigen Innendekoration hervor, dank dessen das Monument unter den analogen architektonischen Konstruktionen isoliert wurde. Über dem Eingang, gekrönt mit der Kuppel der Kapelle, war die Inschrift Babajan Stepanos Howanes. In Gedenken an seinen verstorbenen Bruder Mkrtitsch. 1847 eingekerbt.
Laut armenischen Berichten, die sich auf die Analyse von Bildaufnahmen stützen, wurde die Kirche nach der Eroberung der Stadt durch die Armee Aserbaidschans durch deren Soldaten schwer beschädigt und die beiden Türme zerstört. Internationale Reaktionen auf diese Berichte blieben aus. Die Armenische Apostolische Kirche in Etschmiadsin verurteilte am 19. November 2020 den Vandalismus an der Kirche aufs Schärfste. Das Gebäude blieb zunächst ohne die beiden Türme erhalten. Satellitenbilder vom 28. Dezember 2023 und 4. April 2024 zeigen, dass die Kirche Kanatsch Scham und einige benachbarte Gebäude in diesem Zeitraum vollständig zerstört wurden und das Gelände anschließend von den Trümmern geräumt wurde. Ebenfalls in dieser Zeit wurde der Friedhof der Ghasantschezoz-Kathedrale eingeebnet.